# 上日耳曼-雷蒂亞界牆
上日耳曼-雷蒂安界牆（德語：Obergermanisch-Raetischer Limes），是羅馬帝國前外部邊界位於萊茵河和多瑙河之間的一段550公里長的區域。它從萊茵布羅爾一直延伸到多瑙河畔的艾寧。上日耳曼-雷蒂亞界牆是一個考古遺址，自2005年以來，被聯合國教科文組織列為世界遺產。它與下日耳曼界牆一起構成日耳曼界牆的一部分。
界牆要么使用河流等自然邊界，要么通常使用土堤和溝渠，每隔一段時間用木柵欄和瞭望塔。在界牆的護城河後面建造了一個連接的堡壘系統。